# Pouzin pendant la Seconde Guerre mondiale
La commune du Pouzin est localisée en Ardèche, dans la micro-région appelée parfois Moyen-Vivarais. 
Le Pouzin occupe de tous temps une position stratégique, au carrefour de la vallée de l'Ouvèze, rivière qui traverse Privas, la Préfecture ; la Route nationale 86, qui longe l'axe rhodanien et qui est doublée du chemin de fer ; l'entrée de la vallée de la Drôme. Ceci explique pourquoi cette petite ville fut l'objet d'attaques meurtrières à de nombreuses reprises dans son histoire. En 1939, le Pouzin est un gros village, une petite ville industrielle de 1 500 habitants.

## La « drôle de guerre », 1939-1940
À la suite de la déclaration de guerre et de la mobilisation générale, diverses mesures sont prises par l'administration municipale. 
Des tranchées sont creusées place de la Croix, et un dépôt d'explosifs de 1re catégorie est installé dans la carrière de la montée des Anges.

## Les conséquences de l'institution du STO
Comme dans toute la France, les jeunes Pouzinois réfractaires au Service du travail obligatoire (STO) sont tentés de choisir le maquis, et de rejoindre les rangs de la Résistance. 
Jean-Claude Dupau et René Nicolas sont tués à la bataille du Cheylard. René Revollat, arrêté par les Allemands, est torturé et exécuté. Le pompier Georges Bernard, auteur de commentaires anti-allemands lors d'une séance de cinéma, ainsi que son fils Georges, meurent en déportation au camp de Buchenwald. Le Pasteur Jean de Savignac plaide auprès de la Kommandantur de Privas contre les exactions commises par les troupes auxiliaires des Allemands. 
Le pasteur Brémont et le brigadier de gendarmerie cachent des Juifs en fuite. Une fois découverts, ils partent à Dieulefit pour échapper aux Allemands, et parviennent à passer en Suisse neutre.

## Le coup de main du1erjuin 1944
Le 1er juin 1944, à 6h45 du matin, un groupe de Résistants tente une première opération contre le dépôt d'essence de la société « La Mure ». Il parvient à voler un camion-citerne d'une capacité de 3 000 litres d'essence, bénéficiant de complices sur le site : l'alarme a été sabotée, les ouvriers présents ne donnent pas l'alerte.

## Le massacre du 16 juin 1944
Le 16 juin 1944, un détachement de la 7101e Compagnie FTPF tente une attaque sur le dépôt d'essence de la société « La Mure ». C'est une conséquence des problèmes de ravitaillement et d'intendance que connaissent les F.T.P.F dans les jours de mobilisation qui suivent le débarquement en Provence (Opération Dragoon). 
Délicate à organiser, l'opération, marquée par un excès de confiance, semble avoir été connue de l'ennemi. Le dépôt d'essence est gardé par des Groupes Mobiles de Réserve (G.M.R.) dépendant de l'administration collaboratrice de Vichy, donc des Français. 
Toute négociation s'avère impossible. Les G.M.R. sont bientôt renforcés par un groupe de soldats allemands, qui évacuèrent sans doute la ville dès le lendemain. L'échange de tirs tourne rapidement au désavantage des Résistants, puis au massacre et enfin en crime de guerre.
Le bilan est lourd. Gérard Le Marec indique laconiquement dans son ouvrage « 16 juin : Exécution de treize détenus au Pouzin » ; en réalité, le bilan serait le suivant[réf. nécessaire] :
- 3 morts au combat ;
- 4 blessés sont achevés ;
- 7 prisonniers sont fusillés ;
- 6 blessés graves décéderont plus tard malgré leur évacuation difficile.

Les 14 corps (aujourd'hui les 14 martyrs) sont transportés à travers la ville pour que la population soit impressionnée. Les familles n'ont pas le droit d'assister à l'inhumation. Les pompiers du Pouzin sont chargés de creuser les tombes sous la surveillance de SS.

## Le bombardement du 2 août 1944
Vers 11 h 30, le 2 août 1944, un raid de 24 B-17 Flying Fortress de l'United States Army Air Force bombardent le pont suspendu du Rhône. Le bilan est de un mort, un adolescent de 15 ans, Georges Monteil.

## Le grand bombardement du 6 août 1944
C'est par un dimanche d'août ensoleillé, que les Pouzinois sont alertés par la sirène dès 9h40 et par le début des bombardements sur La Voulte. Était-ce une forme d'avertissement ? Ou bien une erreur de cible ? Toujours est-il que le bilan aurait pu être beaucoup plus grave.
Vers 10h47 ce 6 août 1944, commence un premier raid de 27 bombardiers B-17. Ils larguent, depuis 7 000 m d'altitude, 80 tonnes de bombes explosives, soit 320 bombes de 500 livres. Le dépôt d'essence de la société « La Mure » est-il l'objectif stratégique, ou bien les Alliés cherchent-ils à provoquer une évacuation par les forces allemandes ? La question reste posée[réf. nécessaire]. 
Vers 11h12, ce sont cette fois 28 B-17 qui bombardent le Pouzin. L'objectif est clairement le dépôt de carburant. Ils larguent 70 tonnes de bombes incendiaires depuis une altitude de 7 000 m. Les dégâts s'étendent à la gare, aux entrepôts et aux voies de garage.
Beaucoup de gens se réfugient sur les Grads, ou dans les hameaux de la vallée de l'Ouvèze. Pendant le bombardement, c'est la panique, dont le souvenir est resté vivace. Des familles pouzinoises se terrent dans les petites grottes des bords de l'Ouvèze, dans des caves ; certains s'abritent dans des tranchées creusées sur les places publiques, ou se réfugient dans la carrière Buffat.
Les dégâts sont très graves : 44 morts et 5 blessés graves (36 morts et 4 blessés graves pour Daniel Decot), 150 blessés dont le courageux pasteur Jean de Savignac, 160 immeubles (soit tout le centre-ville) sont totalement détruits dont l'église, le temple, les écoles et 250 immeubles sont endommagés. Le lit même de l'Ouvèze a été bouleversé.
Une partie des survivants est évacuée à l'hôpital Sainte-Marie, saccagé par les Allemands, à Privas. D'autres sont hébergés dans les villages voisins. Des pillages des ruines par des Français sont signalés. Les troupes allemandes quittent la ville le 1er août.

## Le bombardement du 16 août 1944
Gérard Cholvy date ce bombardement, comme celui de Bourg-Saint-Andéol, au 15 août 1944[réf. nécessaire]. Cette fois, l'objectif des Alliés est le pont suspendu sur le Rhône. Des chasseurs bombardiers en piqué endommagent une travée du pont qui devient inutilisable pour longtemps. Heureusement, la plus grande partie de la population n'est plus en ville et il n'y a pas de victime.

## La retraite allemande
Depuis le succès du débarquement en Provence (Opération Dragoon, 15 août 1944), les forces allemandes battent en retraite progressivement le long du couloir rhodanien. Ils sont talonnés par les Alliés, qui disposent aussi de la maîtrise de l'air. C'est le C.C.I. du général Sudre qui est chargé de libérer les villes qui s'égrainent le long de la Nationale 86. Les troupes allemandes sont également harcelés par les Résistants qui multiplient coups de main et embuscades. 
Les Allemands multiplient des représailles cruelles. Au Pouzin, au hameau de Payre, des gardes mobiles ayant rallié la Résistance les affrontent. Marcel ARGAUD est exécuté ; le château Théron est incendié, ainsi que divers bâtiments agricoles.

## L'embuscade de Payre
La section Blangy de la 61e compagnie des Forces françaises de l'intérieur (F.F.I.) est en embuscade au niveau du hameau de Payre, à l'extrémité sud de la commune. Une attaque surprise est lancée contre un convoi de soldats allemands. C'est un succès : 96 soldats sont faits prisonniers.

## Le bombardement du 20 août 1944
C'est le bombardement le plus précis. Les destructions sont importantes : les voies ferrées, le pont routier sur l'Ouvèze. Le dépôt de carburant est touché. Le bilan est de un mort, Camille Dejongue, du Comité départemental de libération (CDL), qui récupérait du carburant avec trois camarades. Âgée de 60 ans, d'origine belge, Camille Dejongue était chauffeur au CDL. 
Aucune autre victime n'est à déplorer car la population est toujours réfugiée dans les communes voisines. Après ce dernier raid aérien, le Pouzin n'est plus qu'un champ de ruines, que Georges Charensol peut voir, ainsi que le pont sur le Rhône, encore praticable.

## La libération du Pouzin, le1erseptembre 1944
L'armée française doit réaliser diverses opérations de déblaiement à partir du 1er août, afin de franchir les ruines du Pouzin qui forment comme un obstacle. Les blindés franchissent l'Ouvèze à gué. Le pont routier est réparé et permet au reste de l'armée de traverser et de poursuivre sa marche triomphale vers le Nord.
Dès l'hiver 1944, un groupe de 130 prisonniers de guerre allemands sont affectés aux divers travaux de déblaiement des ruines. 
Ville en partie détruite, le Pouzin voit sa population longuement abritée dans des baraquements de bois, qui perdureront jusqu'en 1950.

## La reconstruction
Les travaux révèlent divers vestiges archéologiques, en particulier des tombes romaines, qui éclairent sur le passé de la ville.

## Sources et autres références
- ardecol.inforoutes.fr Service éducatif des archives départementales de l'Ardèche : Le Pouzin sous les bombes.
- Histoire du Vivarais, sous la direction de Gérard Cholvy, Privat, 1988.
- D'une rive à l'autre, Jean Charensol, Mercure de France, Paris, 1973.
- Mémorial de la résistance en Ardèche, Le Teil, 1994.
- L'Ardèche martyre, H. Memontes.
- Le Pouzin de la Préhistoire à nos jours, Le Pouzin, 2000, ouvrage édité par l' Association pour la recherche du Patrimoine.
- Le Pouzin sous les bombes, site pédagogique ardecol.ac-grenoble.fr
- Pilotes français dans la vallée du Rhône, Daniel Decot.
- Lyon sous l'occupation, Gérard Le Marec, Ouest-France, 1984.
- Bulletin municipal du Pouzin, paru en juillet 1994, en préparation du 50e anniversaire du bombardement du 6 août 1944.
- Divers témoignages directs d'anciens du village.